# Ramboline
Ramboline født cirka 1981, er en vildfødt afrikansk elefant (Loxodonta africana), som blev købt som to- tre-åring af Bernhard Kaselowsky og optrådte i Cirkus Dannebrog og Cirkus Trapez  i 38 år. Fødevareminister Mogens Jensen blev 2018 enig med Cirkus Arena og Cirkus Trapez om et køb af fire pensionerede cirkuselefanter. Prisen var på i alt 11 mio. kroner. Ramboline blev kørt til Cirkus Arenas hovedkvarter ved Slagelse i december 2019, så hun og de tre andre elefanter kunne vænne sig til hinanden. De blev Danmarks sidste fire cirkuselefanter eftersom Folketinget i forbindelse med købet vedtog et lovforslag i foråret 2018 om forbud mod vilde dyr i cirkus. De fire elerfanter; Djungla, Jenny, Sarah og Ramboline fik I maj 2020 et 14 hektar område med stald i Knuthenborg Safaripark.
Kamelen Ali og Ramboline var begge den eneste repræsentant for deres art i Cirkus Trapez. De to dyrs skæbne blev offentligt kendt, da statsminister Mette Frederiksen i sin åbningstale i Folketinget med stolthed og komedik fortalte om det første, regeringen havde fået gennemført: Købet af fire cirkuselefanter - og kamelen Ali. Talen gik viralt og endte med at blive set af millioner. Kamelen Ali havnede i kamelfarmen i Dronningmølle sammen med en stor flok kameler.